# دير الشيخ (الحديدة)
دير الشيخ هي إحدى قرى مديرية اللحية، التابعة لمحافظة الحديدة اليمنية، بلغ تعداد سكانها 1700 نسمة حسب الإحصاء الذي أجري عام 2004.